# My French Film Festival
My French Film Festival (estilizado como MyFrenchFilmFestival e também mencionado pela sigla MFFF) é um festival internacional de cinema francês que foi fundado pela UniFrance.
No Brasil, a partir de 2020, passou a ser exibido no Prime Video. Também tem suas exibições transmitidas gratuitamente nas plataformas de streaming Petra Belas Artes à La Carte, no Spcine Play e no Supo Mungam Plus. Em Portugal, o festival foi exibido no streaming Filmin Portugal a partir do dia 25 de fevereiro.
Em julho de 2021, o festival apresentou uma edição global e gratuita no próprio canal no YouTube e no Facebook, o MyFrenchFilmFestival Cannes Special Edition.